# پوپنبوتل
پوپنبوتل (به آلمانی: Hamburg-Poppenbüttel) یک منطقهٔ مسکونی در آلمان است که در Wandsbek واقع شده‌است. پوپنبوتل ۲۱٬۹۳۰ نفر جمعیت دارد.